# Chiesa della Cattedra di San Pietro (San Martino Buon Albergo)
La chiesa della Cattedra di San Pietro è la chiesa parrocchiale di Marcellise, frazione del comune di San Martino Buon Albergo in provincia e diocesi di Verona; fa parte del vicariato dell'Est Veronese, precisamente dell'Unità Pastorale San Martino.

## Storia
La prima traccia di un edificio sacro in Marcellise risale ad una pergamena del 1179 in cui si indicano dei terreni vicini alla chiesa di San Pietro. A quei tempi il paese dipendeva da Lavagno.
All’inizio del XV secolo è attestata la presenza di una chiesetta intitolata alla Cattedra di San Pietro in Marcellise. La prova è in un’iscrizione in lingua volgare datata 5 ottobre 1407 è posta sopra l’architrave dell’ingresso est dell’attuale edificio. Essa è il testamento di Faccio del fu Francesco, residente in Lavagno (che va qui letto come l'attuale San Briccio di Lavagno), che dispose che i suoi eredi donassero ogni anno in occasione della festa del titolare della chiesa, in febbraio, una determinata quantità di frumento e di vino per i sacerdoti che fossero giunti per la celebrazione. Quanto rimaneva sarebbe andato al popolo partecipante alla festa e ai poveri. Se gli eredi non avessero provveduto, sarebbero intervenuti il massaro e i maggiorenti del paese.
Il Vescovo di Verona Ermolao Barbaro, visitando la chiesa nel 1460, attestò la presenza del fonte battesimale e dell’Eucarestia.
Dalla visita pastorale del 24 aprile 1533 sappiamo che era rettore don Albrinus de Ancio, mentre sembra che diventi ufficialmente parrocchia dal 1562.
L’antico edificio, secondo Giovanni Battista Stegagno, era una chiesetta romanica di cui si conservò la sacrestia.
Tra il 1819 e il 1827 l’edificio fu riedificato in forme neoclassiche su progetto attribuito al famoso architetto veronese Giuseppe Barbieri, ma oggi si preferisce attribuirlo a Gaetano Bergamaschi.
L’edificio fu restaurato tra il 1873 e il 1895, con decorazioni interne ed esterne e la costruzione del portale ligneo interno nel 1883.
Il pronao addossato alla facciata della chiesa fu edificato nel 1931, mentre nel 1970 si decise di modificare la facciata, inserendo il timpano ed eliminando la terza falda del tetto.
Se al 2003 risale la tinteggiatura interna della chiesa su progetto dell’architetto M. Casali, ad interventi eseguiti tra il 2011 e il 2014 risale l’attuale volto della chiesa. Venne effettuato un risanamento statico del luogo sacro e un restauro conservativo, con progetto a cura dell’architetto Marco Molon e dell’ingegnere Ilaria Segala.

## Descrizione

### Esterno

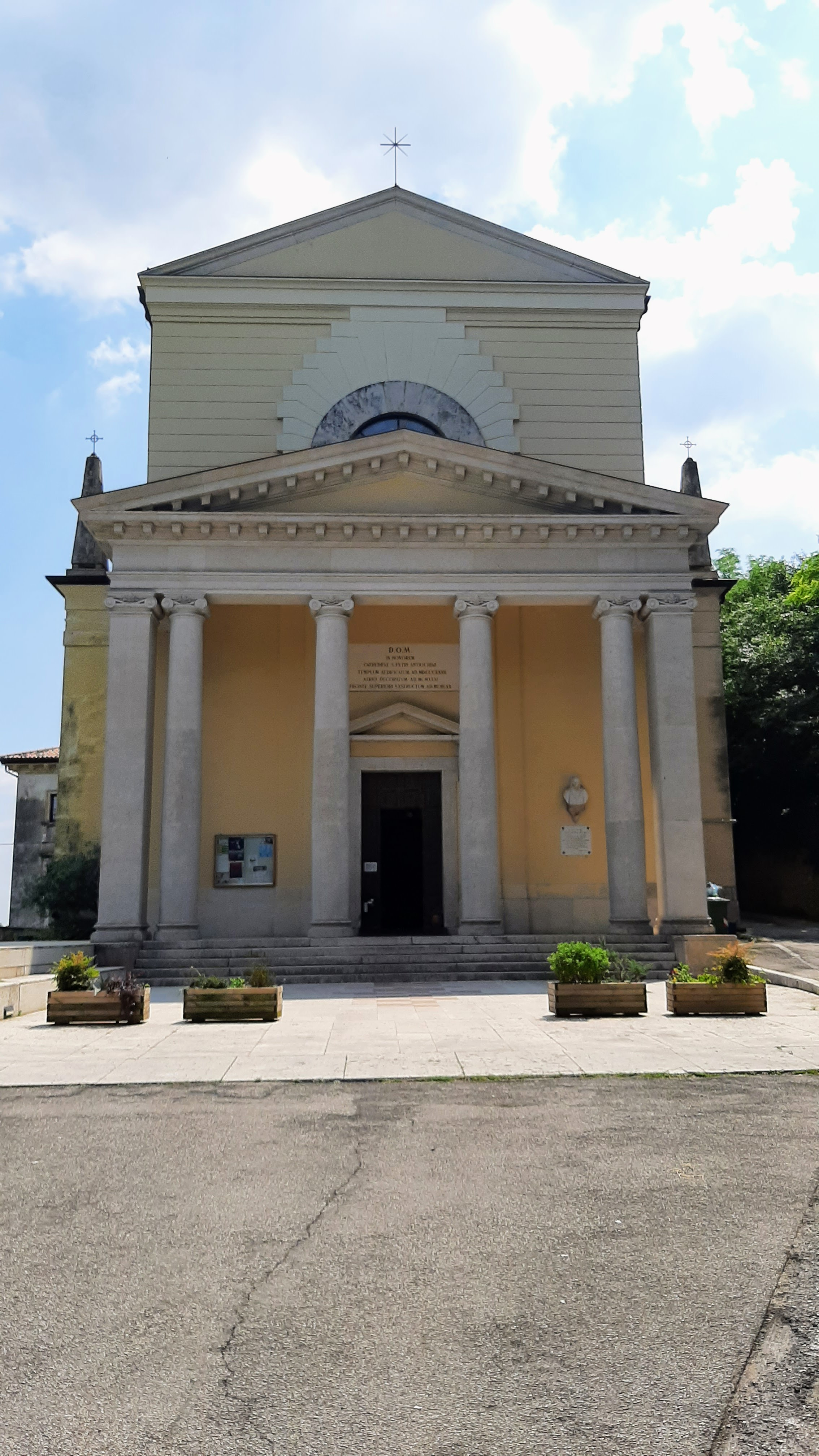
La facciata.

La facciata a capanna, in stile neoclassico, è rivolta verso nord. Essa è preceduta da un pronao tetrastilo, progettato dall’ingegner Guido Gaspari nel 1873 ma costruito solo nel 1931, con colonne ioniche e cornice del timpano decorata a denti di sega che divide la facciata in due parti. In quella inferiore, protetto dal pronao, vi è il portale d’ingresso rettangolare sormontato da un piccolo timpano retto da mensole modanate. La parte superiore, chiusa in alto dal timpano, sul cui vertice svetta una croce metallica, presenta un’intonacatura a finto bugnato.

Al centro della facciata vi è una finestra a lunetta, mentre ai lati due obelischi.
Il prospetto orientale, rivolto verso la valle, presenta una struttura architettonica tetrastila con paraste doriche in pietra binate che sostengono la trabeazione con fregio decorato con metope e triglifi. Al centro vi è il portale in pietra rettangolare dell’ingresso laterale.

### Interno
La pianta della chiesa è costituita da un’unica aula rettangolare coperta da un’ampia volta a botte con motivi eucaristici dipinti sulle vele. Il pavimento della navata è in lastre di pietra bianca della Lessinia percorso da un motivo geometrico a cornice grecata in rosso ammonitico. A introdurre la luce laterale nell’aula vi sono alcune finestre a lunetta.
L’interno è scandito da possenti lesene su cui s’imposta la cornice che percorre l’intero perimetro interno. Le pareti, intonacate e tinteggiate, presentano cornici e motivi ornamentali a tempera.
Sull’aula si aprono, tramite archi a tutto sesto quattro cappelle laterali, due per lato e prospicienti fra loro. Sul lato ovest abbiamo gli altari di Sant'Antonio di Padova e dell’Immacolata Concezione. Nel primo, incorniciata dall'altare in marmo bianco, vi è un Miracolo di Sant'Antonio di Padova, copia del Caliari da Tiziano Vecellio. Nei pressi altri due quadri di piccoli dimensioni, sempre del Caliari, con Sant'Agostino, da Giovanni Battista D'Angelo detto "del Moro", e San Bendetto da Norcia, copia da Pasquale Ottino. Sull'altare dell'Immacolata abbiamo una statua lignea della Vergine scolpita da Gualfardo Sughi e dorata dal Rancani.
Sul lato orientale vi sono gli altari di Sant'Antonio Abate e della Beata Vergine del Rosario.
Tra le cappelle del lato occidentale trovano posto il pulpito ligneo e il fonte battesimale, mentre sul lato orientale l’ingresso laterale con sopra una cantoria lignea.
Altre opere probabili del Caliari sono la tela con la Madonna, Sant'Antonio Abate e San Pietro, con figure tratte dal Caroto e dal Dai Libri, e la Resurrezione di Lazzaro, sempre dal Caroto. Vi sono poi una Annunciata  di Polidoro di Caravaggio, una Adorazione dei Magi, alla maniera di Giambettino Cignaroli, un San Facio attribuito al Brusasorzi e un San Valentino di ignoto.
Sono presenti anche quindici quadretti con i Misteri del Rosario attribuiti a suo tempo a Sante Creara, ma che, dopo la mostra Cinquant'anni di pittura veronese (1974), la critica ha indicato come autore Claudio Ridolfi.
La Via Crucis, con i suoi quattordici quadri, è opera di Agostino Ugolini.
Numerose sono poi le tele dipinte da Giovanni Caliari nel XIX secolo, riproduzioni di opere di altri artisti famosi. Cinque si trovano nei pressi del portale d'ingresso. In alto, al centro, ľIncontro di Gesù con la Madre sul Calvario, copia da Raffaello Sanzio; ai lati le Sante Apollonia e Lucia, copia da Giovanni Caroto; i Profeti Ezechiele e Geremia, copia da Francesco Morone; la Visitazione di Maria da parte di Santa Elisabetta e San Lorenzo Giustiniani (Euprepio?) e San Zeno, copie da Girolamo dai Libri.
Il presbiterio è a pianta quadrangolare, di tre gradini, in pietra bianca, più alto rispetto alla navata e di ampiezza ridotta rispetto a questa. Sopra di esso vi è una cupola emisferica decorata con un motivo a cassettoni e impostata su quattro pennacchi su cui sono dipinti i Quattro Evangelisti. Il pavimento è in lastre di pietra calcarea bianco-rosata.

Sotto la cupola vi è l'altare maggiore, mentre alle pareti le due tele non sono del Caliari, ma di anonimo. Rappresentano Gesù che cammina sulle acque e Cristo che consegna le chiavi a San Pietro, entrambe del 1814.
Il presbiterio è chiuso da un’abside semicircolare, dove è collocata la statua di San Pietro in Cattedra. Si riteneva eseguita nel 1660, ma oggi la datazione è fissata al XIX secolo e l'autore sarebbe Luigi Sughi.
Sul fianco occidentale del presbiterio si trovano la sacrestia, dove è collocato un Sant'Antonio che fa parlare un bambino per attestare l'innocenza della madre, del Caliari, copiato da Tiziano, e la cappella feriale. 

#### Le pale di Girolamo Dai Libri e Francesco Morone
Le opere più importanti presenti nella parrocchiale sono i quattro dipinti presenti nei due angoli dell'aula nei pressi del presbiterio. Sono le portelle di Francesco Morone e Girolamo Dai Libri. Eseguite tra il 1515 e il 1516, erano le ante dell'organo della chiesa di Santa Maria in Organo in Verona, collocato dove oggi c'è la cappella di San Bernardo Tolomei.
In origine, quando la cassa era aperta erano visibili i Profeti Daniele e Isaia e la Natività. Quando la cassa era chiusa si potevano ammirare le Sante Caterina d'Alessandria e Dorotea e i Santi Benedetto da Norcia e Giovanni evangelista. I primi e gli ultimi sono opera del Morone mentre la Natività e le sante furono eseguite dal Dai Libri.

Tutte e quattro le opere hanno dei paesaggi come sfondo raffiguranti le colline veronesi e scorci del lago di Garda, elementi che si ritrovano anche in altre esecuzioni di entrambi gli artisti.
Sicuramente furono rimosse dalla chiesa di Santa Maria in Organo prima del 1775 e riapparvero nella chiesa di Marcellise, senza clamore, nel 1808. Il primo a parlare della loro presenza è Giovanni Battista Da Persico, nella Descrizione di Verona e della sua provincia. Nel 1874 sarà poi il fotografo Riccardo Lotze a citare la leggenda dell'anta di Girolamo Dai Libri usata da un contadino per coprire la sua legna, poi acquistata dal parroco di Marcellise. Lo storico dell'arte Basilio Magni, invece, parla di un acquisto dei quadri dal demanio francese da parte di un conte Orti Manara e poi donati alla parrocchiale. Luigi Simeoni, nel 1909, associò l'arrivo delle tele alle spogliazioni compiute dai francesi di Napoleone Bonaparte. 
La leggenda più famosa è quella descritta da Luigi Di Canossa nel 1911. Ritiene che le ante furono usate come ripari laterali ai carri per il foraggio. Un giorno uno di questi carri giunsero alla casa Pozza, a qualche chilometro da Marcellise, e i contadini si rifiutarono di caricare il fieno perché nel veronese si usava tenerlo compresso tramite un lungo palo legato sopra il fieno stesso. Questo portò i soldati ad abbandonare le ante a casa Pozza e i contadini, che non ne compresero il valore, le usarono sul fondo di un pollaio. Il parroco di Marcellise, Dal Palù (1829-66) le scoprì, vedendo che non erano state danneggiate, le acquistò e le ripulì.
La realtà, invece, ricorda la causa che vide la famiglia Dal Pozzo opposta alla Fabbriceria di Marcellise per la proprietà dei quadri tra il 1819 e il 1822, asserendo che il Conte Bartolomeo Dal Pozzo li avesse affidati temporaneamente alla chiesa mentre stava facendo restaurare la sua cappella di San Giacomo di Grigliano oppure, più probabilmente l'oratorio di San Giovanni Battista a Casa Pozza, che poco prima del 1814 fu restaurato.
Successivamente vi fu una controversia, negli anni Trenta del Novecento, tra la parrocchia e la Soprintendeza alle Gallerie e Musei di Venezia. Le ante erano state prelevate durante la Prima Guerra Mondiale, precisamente nel 1917, e nel 1919 furono esposte presso il Museo di Castelvecchio, ma nel 1923, non senza difficoltà, ritornarono a Marcellise, paese che lasciarono nuovamente durante la Seconda Guerra Mondiale.
Le ante furono restaurate nel 1998 da Attila Todeschini.

#### Organo
Sulla cantoria sul lato destro della chiesa, sopra l'ingresso laterale, si trova un organo settecentesco del veronese Gaetano Amigazzi, ricomposto nella cassa in stile neoclassico dall'organaro Antonio Sona per la chiesa attuale.
Interessante quanto avvenne alla fine negli anni Cinquanta del XX secolo allo strumento, che aveva bisogno di riparazioni. Sarà Angelo Invernizzi ( e, alla sua morte, i figli Lidia e Lino) ad offrire la cifra per l'intervento, il quale si rivelò poi un danno per l'organo, che perse le sue caratteristiche peculiari.

## Campanile e campane

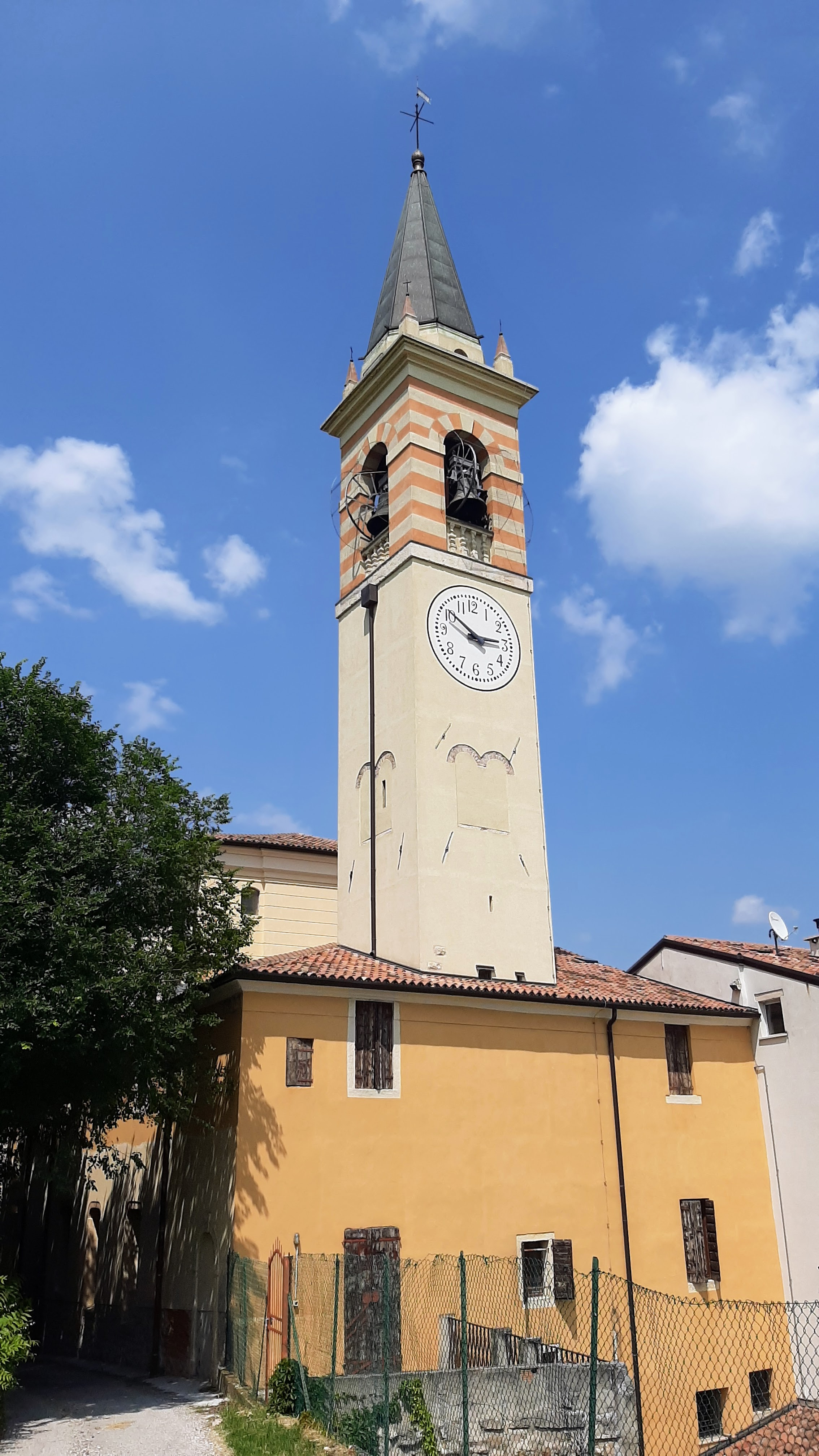
Il campanile. Sono evidenti le bifore romaniche murate.

Il campanile è addossato alla parete sud dell’abside, ha un basamento a pianta quadrata e un fusto interamente intonacato. La torre fu sopraelevata durante la costruzione dell’attuale edificio e si notano ancora oggi le bifore romaniche murate.
La cella campanaria presenta monofore a tutto sesto, una per lato, mentre la cuspide ha una copertura metallica. Sopra la croce metallica sommitale vi è una banderuola in ferro, collocata nel 1897, mentre l’orologio del campanile è stato sostituito nel 1885.
Il concerto campanario presente oggi è composto da 6 campane in REb3 montate alla veronese e suonabili sia manualmente sia automaticamente. Questi i dati del concerto:
1 – REb3 – diametro 1344 mm - peso 1371 kg - Fusa nel 1914 da Cavadini di Verona
2 – MIb3 – diametro 1202 mm - peso 954 kg - Fusa nel 1914 da Cavadini di Verona
3 – FA3 – diametro 1067 mm – peso 681 kg - Fusa nel 1914 da Cavadini di Verona
4 – SOLb3 – diametro 1002 mm - peso 549 kg - Fusa nel 1914 da Cavadini di Verona
5 – LAb3 – diametro 888 mm - peso 405 kg - Fusa nel 1931 da Cavadini di Verona
6 – SIb3 - diametro 817 mm - peso 323 kg - Fusa nel 1994 da De Poli di Revine Lago (TV).
Come ricorda il suonatore di campane Pietro Sancassani nel 1836 erano cinque campane in MI3 di Cavadini, rifuse nel 1866 in RE3. Dalla rifusione di quest’ultimo concerto derivano le quattro campane maggiori dell’attuale.